# 후지 급행 6000계 전동차

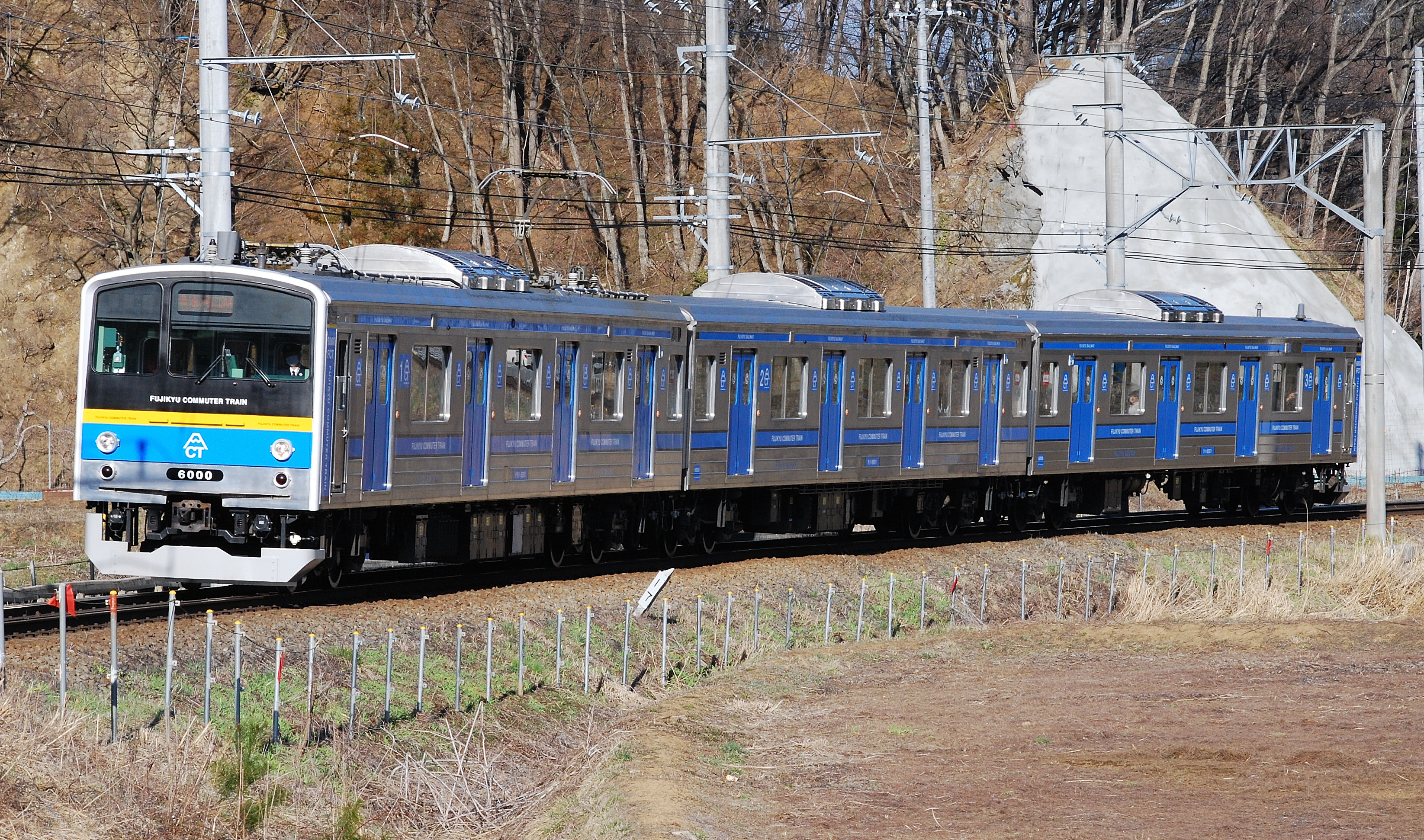
후지 급행 선을 주행하는 6000계 전동차 (2012년 4월 1일 촬영)

후지 급행 6000계 전동차(일본어: 富士急行6000系電車)는 후지 급행 (후지큐)가 자사 선을 위해 2012년부터 도입을 시작한 통근 전동차이다. 동일본 여객철도 (JR 동일본)에서 사용하고 있던 205계 전동차를 양도받아 운행하기 시작했다.

## 차량 일람
| 형식 | 형식     | ← 후지산-------------------------가와구치코 / 오쓰키 → | ← 후지산-------------------------가와구치코 / 오쓰키 → | ← 후지산-------------------------가와구치코 / 오쓰키 → | 창문 개폐 형식      | 영업 운전 개시 일 | 기타             |  |
| 형식 | 형식     | 쿠모하6000·6500형 (Mc)                                 | 모하6100·6600형 (M')                                   | 쿠하6050·6550형 (Tc)                                   | 창문 개폐 형식      | 영업 운전 개시 일 | 기타             |  |
| 기기 | 기기     | PT·Cont                                                | MG·CP                                                  | CP                                                     |                     |                   |                  |  |
| 편성 | (게요22) | 쿠모하6501 (모하205-33)                                | 모하6601 (모하204-33)                                  | 쿠하6551 (쿠하204-11)                                  | 1단 하강식          | 2012년 2월 29일   |                  |  |
| 편성 | (게요25) | 쿠모하6001 (모하205-6)                                 | 모하6101 (모하204-6)                                   | 쿠하6051 (쿠하204-2)                                   | 상단 하강 하단 고정 | 2012년 3월 18일   | LED 조명 채용 차 |  |

- () 내는 JR시대의 차량 번호 또는 편성 번호